# Station Zabieżki
Station Zabieżki is een spoorwegstation in de Poolse plaats Zabieżki.